# Франц Шліпер
Франц Макс Шліпер (нім. Franz Max Schlieper; 22 серпня 1905, Берлін — 4 квітня 1974, Гамбург) — німецький штабний офіцер і воєначальник, генерал-майор вермахту. Кавалер Лицарського хреста Залізного хреста.

## Біографія
Син директора кооперативу Макса Франца Шліпера і його дружини Клари, уродженої Дуди. Молодший брат генерал-лейтенанта Фріца Шліпера, також кавалера Лицарського хреста Залізного хреста.
1 жовтня 1925 року вступив в рейхсвер. З 1 жовтня 1938 року служив в 2-му (організаційному) відділі при 3-му обер-квартирмейстері Генштабу сухопутних військ. З 10 листопада 1939 року — 4-й офіцер Генштабу 7-ї армії, з 1 липня 1940 року — 1-й офіцер Генштабу 253-ї піхотної дивізії, з 1 вересня 1941 року — 3-й офіцер Генштабу 9-ї армії. З 1 серпня 1942 року — командир 94-го піхотного (з 15 жовтня 1942 року — гренадерського) полку, з 1 лютого 1944 року — 32-ї піхотної дивізії. З 1 червня 1944 року — начальник штабу генерала піхоти в ОКГ. З 1 серпня 1944 року — командир 1132-ї гренадерської бригади, з 7 вересня 1944 року — 73-ї піхотної, з 10 квітня 1945 року — 12-ї авіапольової дивізії. 9 травня 1945 року взятий в полон радянськими військами в Данцигу, утримувався в різних таборах НКВС і в Бутирській в'язниці. 24 червня 1950 року військовим трибуналом Москви засуджений до 25 років таборів. 7 жовтня 1955 року переданий владі ФРН і звільнений.

## Звання
- Фанен-юнкер (1 жовтня 1925)
- Фенріх (1 серпня 1927)
- Обер-фенріх (1 серпня 1928)
- Лейтенант (1 грудня 1928)
- Оберлейтенант (1 грудня 1932)
- Гауптман (1 березня 1936)
- Майор Генштабу (1 січня 1941)
- Оберстлейтенант Генштабу (1 березня 1942)
- Оберст Генштабу (1 лютого 1943)
- Генерал-майор (1 грудня 1944)

## Нагороди
- Медаль «За вислугу років у Вермахті» 4-го і 3-го класу (12 років)
- Залізний хрест
  - 2-го класу (23 червня 1940)
  - 1-го класу (10 листопада 1942)
- Хрест Воєнних заслуг 2-го і 1-го класу з мечами (25 жовтня 1941) — отримав 2 нагороди одночасно.
- Штурмовий піхотний знак в сріблі
- Медаль «За зимову кампанію на Сході 1941/42»
- Німецький хрест в золоті (10 січня 1944)
- Лицарський хрест Залізного хреста (21 вересня 1944)